# 人類繁殖
人類繁殖 是任何導致人體受精的有性生殖，通常帶有一男一女的性交。 在性交過程中，男性生殖系統以及女性生殖系統的動作導致出女性的卵子和男性的精子的受精作用。 這些專門用以生殖的細胞被稱為配子，是經過減數分裂而產生的。 正常的體細胞擁有23對，46條染色體，而配子細胞只有23條不成對的染色體，而當兩細胞合成一個受精卵細胞時，基因重組開始發生，而新的受精卵有來自父母雙方各23條的染色體，並成為23對。 在懷孕期之後，即開始分娩。 受精作用可透過人工授精達成，其不需要經過性交動作。